# Michel van den Boer
Michel van den Boer is een Belgisch hockeycoach en voormalig -speler.

## Levensloop
Van den Boer was actief als speler bij KHC Dragons en THC Indiana.
Na zijn spelerscarrière ging hij aan de slag als coach. In deze hoedanigheid was hij onder meer coach van het damesteam van KHC Dragons en het herenteam van KHC Leuven. Met KHC Dragons won hij viermaal de landstitel en eenmaal de Beker van België. Met KHC Leuven werd hij in 2008 landskampioen.
Daarnaast was hij bondscoach van verschillende nationale jeugdploegen (zo behaalde hij onder meer in 2004 de eerste Europese titel met de U16 jongens), alsook van het nationale damesteam. Onder zijn bewind vond het team aansluiting met de Top-20. In deze hoedanigheid volgde hij in 2006 de Nieuw-Zeelander Shane McLeod op, zelf werd hij in 2008 opgevolgd door de Australier Murray Richards. Wel bleef hij actief binnen de KBHB als coach van de U21-meisjes. Tevens ging van den Boer aan de slag als sportief directeur bij Rapid Hockey Club Temse (2008-2018), HC Brugge (2018-2023) en Lill'hoc (vanaf 2023).